# О’Коннелл-стрит
О’Коннелл-стрит или Улица О’Коннелла (ирл. Sráid Uí Chonaill, англ. O'Connell Street) — важнейшая транспортная артерия Дублина. Её ширина в южной части — 49 метров, в северной — 46 метров; длина — около 500 метров. Первоначально она называлась Дроэда-стрит, затем — Сэквилл-стрит, а после 1924 года ей было дано имя Дэниэла О’Коннелла, национального лидера Ирландии первой половины XIX века. Памятник О’Коннеллу, установленный в 1882 году, находится в нижней части улицы, лицом к мосту О’Коннелла.
О’Коннелл-стрит, расположенная в самом центре Дублина, является частью гигантской транспортной артерии, созданной в XVIII веке.
Вдоль улицы располагается большое число торговых центров и красивых зданий. По внешнему виду напоминает Елисейские поля в Париже. Одной из важнейших достопримечательностей является так называемая Дублинская игла. В 1916 в ходе Пасхального восстания улице были причинены сильные разрушения, как и в 1922 во время захвата противниками Англо-ирландского договора Центрального почтамта.